# Río Roseau
Río Roseau es el nombre que recibe un río en Santa Lucía un país del Mar Caribe oriental. El río fluye hacia el norte y luego al oeste de la sierra central (o tierras altas centrales), en el sur de la isla, hasta alcanzar el Mar Caribe al norte de la ciudad de Anse la Raye. El río Roseau se destaca también por ser el más largo en Santa Lucía.